# بطولة الأمم الرئيسية 1905
بطولة الأمم الرئيسية 1905 (بالإنجليزية: 1905 Home Nations Championship)‏ هو الموسم 23 من  بطولة الأمم الرئيسية. كان عدد الأندية المشاركة فيه  4، وفاز فيه منتخب ويلز الوطني لاتحاد الرغبي.